# Belagerung von Antiochia (1268)
Die erfolgreiche Belagerung von Antiochia durch die Mamluken im Mai 1268 besiegelte das Ende des Kreuzfahrer-Fürstentums Antiochia.

## Vorfeld
Nachdem die Mamluken die Invasion der Mongolen in der Schlacht bei ʿAin Dschālūt 1260 vorerst zurückgeschlagen hatten, bedrohten sie das Fürstentum Antiochia, dessen Fürst Bohemund VI. (als Vasall des Armenischen Königs von Kilikien) die Mongolen unterstützt hatte. Unter ihrem Sultan Baibars I. eroberten die Mamluken 1265 einige Städte und Burgen des Königreichs Jerusalem. 1266 durchquerte Baibars mit einem Heer plündernd das Fürstentum Antiochia, bevor er das benachbarte Kilikien verwüstete.
Zu Beginn des Jahres 1268 hatte sich Baibars erneut mit einem starken Heer aus Ägypten zu einem Feldzug gegen die Kreuzfahrerstaaten aufgemacht. Am 7. März 1268 erstürmte und zerstörte er Jaffa, am 15. April ergab sich ihm die Templerburg Beaufort. Am 1. Mai 1268 erschien er vor Tripolis. Der dortige Graf Bohemund VI., zugleich Fürst von Antiochia, hatte die Bedrohung erkannt und einen Großteil seiner Truppen in Tripolis gesammelt. Baibars unterließ es deswegen, Tripolis anzugreifen, sondern zog weiter nordwärts. Die auf seinem Weg befindlichen Templerburgen Tartus und Chastel Blanc bewogen Baibars durch Tributzahlungen dazu weiterzuziehen, woraufhin er das Orontestal herabzog und am 14. Mai Antiochia erreichte.
In Sichtweite der Stadt teilte Baibars seine Truppen. Eine Abteilung sandte er aus zur Eroberung von St. Simeon, womit er der Stadt den Zugang zum Meer abschnitt, eine zweite Abteilung ließ er die Pässe über das Amanus-Gebirge (Syrische Pforte) besetzen, um eventuellen Entsatz aus Kilikien zu blockieren. Das restliche Heer begann am selben Tag mit der Belagerung.
Die Befestigung von Antiochia mit ihren 400 Türmen, die schon die Eroberung der Stadt durch die Kreuzfahrer im Jahr 1098 unbeschädigt überstanden hatte, war 1268 in einem guten Zustand. Da der Fürst von Antiochia mit dem Großteil des Heeres noch in Tripolis war, verfügten die Verteidiger jedoch nur über eine unzureichende Garnison. Das Kommando über die Verteidiger führte der Konstabler von Antiochia, Simon Mansel.

## Die Belagerung
Noch im Verlauf des ersten Tages der Belagerung führte Simon Mansel einen Ausfall gegen die Belagerer an, geriet dabei aber unglücklicherweise in mamlukische Gefangenschaft. Man nötigte ihn, den verbliebenen Verteidigern die Kapitulation zu befehlen, was diese jedoch nicht beachteten.
Ein Sturmangriff der Mamluken am 15. Mai wurde von den Verteidigern nach erbittertem Kampf abgewiesen. Es zeigte sich jedoch, dass es den Verteidigern wegen ihrer geringen Zahl Schwierigkeiten bereitete, die Stadtmauern auf ihrer gesamten Länge hinreichend zu bemannen. Wieder aufgenommene Verhandlungen über die Bedingungen einer Kapitulation blieben ergebnislos.
Am 18. Mai unternahmen die Angreifer erneut einen Großangriff. An dem Bereich, wo die Stadtmauer die Hänge des Mt. Silpius aufsteigt, gelang es den Mamluken schließlich, eine Bresche zu schlagen, über die sie nach erbitterten Kämpfen in die Stadt eindrangen.

## Plünderung und Zerstörung
Selbst die muslimischen Chronisten waren vom nun folgenden Gemetzel schockiert. Alle Stadttore wurden bewacht, um keinen Einwohner entkommen zu lassen. Wer auf den Straßen angetroffen wurde, wurde sofort massakriert. Jene Einwohner, die in ihren Häusern aufgefunden wurden, wurden nur verschont, um als Sklaven verkauft zu werden. Einigen tausend Einwohnern und Teilen der Garnison gelang es, sich in der Zitadelle der Stadt, auf dem Gipfel des Mt. Silpius zu verschanzen. Als sie sich zwei Tage später, am 20. Mai 1268, ergeben mussten, wurden sie alle als Sklaven unter den Emiren verteilt.
Schon am 19. Mai hatte Sultan Baibars die Beute zusammentragen und verteilen lassen. Der Wohlstand Antiochias war seit einiger Zeit im Niedergang begriffen, dennoch war die Stadt lange Zeit eine der reichsten fränkischen Städte in Outremer gewesen, und die erbeuteten Schätze waren staunenswert. Gold- und Silberschmuck sowie Münzen wurden zu großen Hügeln angehäuft und schüsselweise unter den Eroberern verteilt. Ebenso zahlreich waren die Gefangenen; im mamlukischen Heer gab es keinen Soldaten, der nicht mindestens einen Sklaven erwarb. Nur einige wenige reiche Bürger entgingen gegen Lösegeld der Sklaverei. Simon Mansel wurde freigelassen und ging nach Kilikien ins Exil. Viele führende Würdenträger von Regierung und Kirche aber wurden getötet oder man hörte nie wieder etwas von ihnen.
Antiochia selbst war anschließend völlig entvölkert und weitgehend zerstört. Die meisten Wohnhäuser wurden nicht wieder aufgebaut. Die Mamluken nutzen die Stadtbefestigung noch als Grenzfestung gegen Kilikien, seine einstige Bedeutung hatte Antiochia aber endgültig verloren. Auch die orthodoxen und jakobitischen Christen von Syrien verlegten den Hauptsitz ihrer Kirchen von Antiochia nach Damaskus.
Die Mamluken brandschatzten und zerstörten auch die christlichen Orte der Umgebung, wodurch das Fürstentum Antiochia fast vollständig zerschlagen war. Aufgrund ihrer aussichtslosen strategischen Situation gaben die Templer ihre Burgen im Amanos-Gebirge, insbesondere Baghras, Trapesac und Roche Roussel, wenig später kampflos auf. Bohemund VI. blieb von seinem Fürstentum nur die Stadt Latakia, die er von den Mongolen zurückerhalten hatte, sowie die Burg Cursat, deren Kastellan sich mit den Mamluken verständigt hatte und die Burg gegen Tributzahlungen weitere sieben Jahre halten konnte.
Der Fall Antiochias veranlasste schließlich König Ludwig IX. von Frankreich und den englischen Kronprinzen Eduard 1270 einen Kreuzzug zur Entlastung der verbliebenen Kreuzfahrerstaaten zu unternehmen. Während Ludwigs Kreuzzug schon in Tunesien mit dem Tod des Königs endete, erreichte der Kreuzzug des Prinzen Eduard 1271 das Heilige Land, entsetzte das von Baibars belagerte Tripolis und rang Baibars 1272 einen zehnjährigen Waffenstillstand ab.